# Senki
Senki (戦旗, Senki, « L'Étendard » ou « Drapeau de lutte ») est un magazine littéraire prolétarien japonais fondé en 1928 et disparu en 1931.

## Histoire

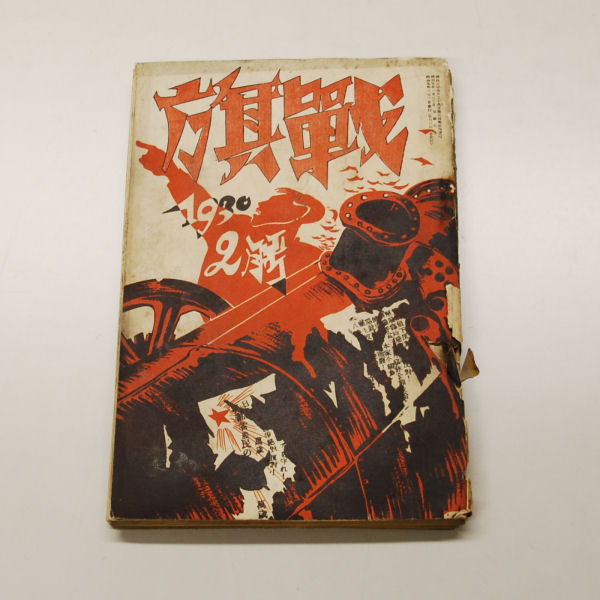
Numéro de Senki de février 1930.

La première édition de Senki paraît à l'occasion du 1er mai 1928. Il s'agit alors d'une publication de la Fédération pan-japonaise des artistes prolétariens (Nappu),. L'année suivante la fédération crée une entreprise destinée à la publication du magazine, la Senki-sha. Au début la revue a un tirage d'environ 7 000 exemplaires mensuels.
Au cours de l'année 1929, deux récits emblématiques du magazine sortent en feuilletons dans le magazine, il s'agit du Bateau-usine de Takiji Kobayashi et du Quartier sans soleil de Sunao Tokunaga.
La popularité de Senki se construit autour d'un réseau de réunions de lecture (dokushokai) qui rassemblent beaucoup de gens proches de l'extrême-gauche. Le magazine dispose d'un tirage aux alentours de 22 000 exemplaires mensuels en 1929-1930, avec un pic à 26 000 exemplaires.
Le Parti communiste japonais prend ensuite petit à petit le contrôle total du magazine, étant très proche de la Ligue des écrivains de la Nappu qui est responsable de la revue. Il y impose une ligne idéologique stricte, proche des mots d'ordre de l'Union soviétique. Senki devient alors une revue très politique et dogmatique, perdant son caractère avant tout artistique et littéraire,. C'est sous l'influence de Korehito Kurahara, qui a assisté au 5e congrès de l'Internationale syndicale rouge à Moscou en août 1930, que ces changements s'opèrent.
Devant les dissensions que la ligne de Kahura provoque, la Fédération des artistes prolétariens japonais lance en juin 1931 un nouveau magazine concurrent, Nappu, pour retrouver une certaine liberté vis-à-vis du parti et revenir à un fonctionnement plus latéral.
À l'initiative de Kahura, une nouvelle organisation va être créée en novembre 1931, la Fédération culturelle prolétarienne japonaise (Koppu),, ce qui sonne le glas de la revue.
La 43e et dernière édition de Senki paraît en décembre 1931.

## Relève et postérité
Trois revues prennent la relève de Senki. Deux de ces revues sont chapeautées par la Koppu : Bungaku shinbun (« Journal de littérature »), qui est publié de octobre 1931 à octobre 1933, et Puroretaria bungaku (« Littérature prolétarienne ») de la Ligue des écrivains, qui paraît de janvier 1932 à octobre 1933. Enfin, il y a Taishū no tomo (« Amis des masses ») qui se construit aussi sur l'héritage de Senki et qui est diffusé de février 1932 à mai 1933,. Toutes ces revues sont interrompues en grande partie en raison du durcissement de la politique de répression du gouvernement japonais à l'égard des communistes.
En 1976 et 1977, une réédition de numéros de Senki est faite.

## Auteurs publiés
Plusieurs artistes japonais reconnus ont été publiés dans Senki.
- Takiji Kobayashi
- Sunao Tokunaga
- Shigeharu Nakano
- Tomoyoshi Murayama
- Korehito Kurahara

## Fujin senki
En 1931, trois numéros d'une édition féminine de Senki paraissent sous le nom de Fujin senki.

## Annexe